# 拜纳
拜纳，是西班牙安达卢西亚自治区科尔多瓦省的一个市镇。总面积363平方公里，总人口19155人（2001年），人口密度53人/平方公里。